# Николай Недков
Николай Стефанов Недков е български футболист, полузащитник на Кубрат ФК от 2012 година насам.
Отначало играе в юношеския отбор на „драконите“ (Дунав Русе) през 2011 година подписва официален договор с мъжете на „Дунав“ (Русе), но поради финансови причини отбора се разпада. За кратък период Недков играе за възкръсналия отбор на Дунав 2010, а след това от 2012 година е играч на „Кубрат“ ФК.